# Liste der Biografien/Corm
Liste der Biografien |
Portal Biografien |
Personensuche
# |
A |
B |
C |
D |
E |
F |
G |
H |
I |
J |
K |
L |
M |
N |
O |
P |
Q |
R |
S |
T |
U |
V |
W |
X |
Y |
Z |
?
 
Ca |
Cb |
Cc |
Ce |
Ch |
Ci |
Cj |
Ck |
Cl |
Cm |
Cn |
Co |
Cr |
Cs |
Ct |
Cu |
Cv |
Cw |
Cy |
Cz
 
Coa–Cod |
Coe–Cok |
Col |
Com |
Con |
Coo–Coq |
Cor |
Cos |
Cot |
Cou |
Cov |
Cow |
Cox |
Coy |
Coz
 
Cora |
Corb |
Corc |
Cord |
Core |
Corf |
Corg |
Cori |
Cork |
Corl |
Corm |
Corn |
Coro |
Corp |
Corr |
Cors |
Cort |
Coru |
Corv |
Corw |
Cory |
Corz
Die Liste der Biografien führt alle Personen auf, die in der deutschsprachigen Wikipedia einen Artikel haben. Dieses ist eine Teilliste mit 45 Einträgen von Personen, deren Namen mit den Buchstaben „Corm“ beginnt.

## Corm
- Corm, Johnny (* 1966), libanesischer Geschäftsmann und Politiker

### Corma
- Corma, Avelino (* 1951), spanischer Chemiker
- Cormack, Allan McLeod (1924–1998), südafrikanisch-US-amerikanischer Physiker
- Cormack, Danielle (* 1970), neuseeländische SchauspielerinDanielle Cormack (* 1970)

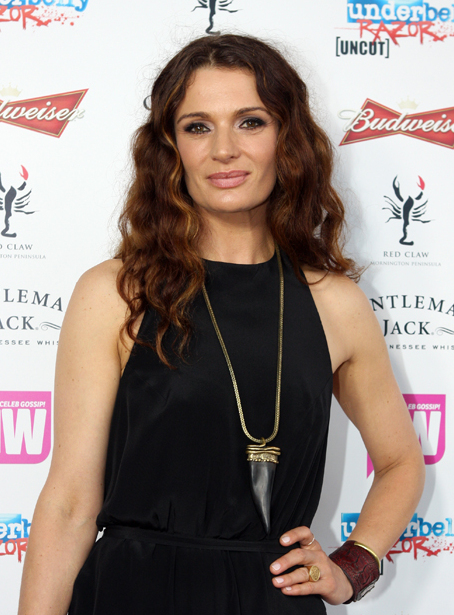
Danielle Cormack (* 1970)

- Cormack, James Maxwell Ross (1909–1975), britischer Altphilologe und Epigraphiker
- Cormack, John Dewar (1870–1935), schottischer Ingenieur und Hochschullehrer
- Cormack, Magnus (1906–1994), australischer Politiker, Senatspräsident
- Cormack, Patrick, Baron Cormack (1939–2024), britischer Politiker
- Cormack, Peter (1946–2024), schottischer Fußballspieler und -trainer
- Cormack, Robin (* 1938), britischer Kunsthistoriker und Byzantinist
- Cormack-Thomson, Donna, südafrikanische Theater- und Filmschauspielerin sowie Synchronsprecherin
- Corman, Avery (* 1935), US-amerikanischer Schriftsteller
- Corman, Cid (1924–2004), US-amerikanischer Schriftsteller
- Corman, Gene (1927–2020), US-amerikanischer Filmproduzent, Firmenmanager und Künstleragent
- Corman, Igor (* 1969), moldauischer Politiker (PDM)
- Corman, James C. (1920–2000), US-amerikanischer Politiker
- Corman, Julie (* 1942), US-amerikanische Filmproduzentin
- Corman, Maddie (* 1970), US-amerikanische Schauspielerin
- Corman, Mascha (* 1988), deutsche Jazzsängerin und Komponistin
- Corman, Roger (1926–2024), US-amerikanischer Independent-FilmproduzentRoger Corman (1926–2024)

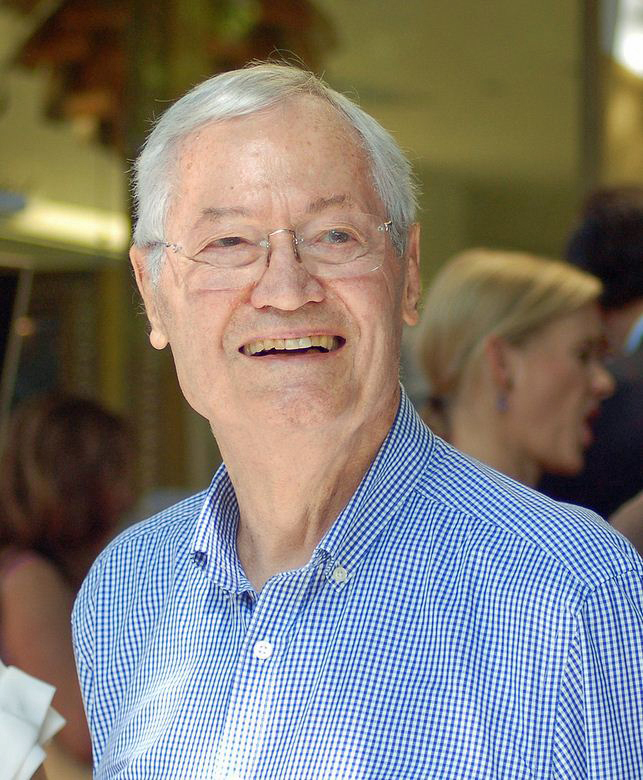
Roger Corman (1926–2024)

- Corman, Victor (* 1984), deutscher Virologe
- Cormand, David (* 1974), französischer Politiker (EELV), MdEP
- Cormann, Bernhard (1782–1837), Landrat des Kreis Steinfurt (1817–1837)
- Cormann, Claudia (* 1963), deutsche Politikerin (FDP, ehemals CDU) und Journalistin
- Cormann, Marte (* 1956), deutsche Roman-, Sachbuch- und Drehbuchautorin
- Cormann, Mathias (* 1970), australischer Politiker
- Cormann, Paul (1868–1952), deutscher Richter, Präsident des Oberlandesgerichts Stettin
- Cormann, Sophia (* 2002), deutsche Handballspielerin
- Cormann, Theodor (1830–1906), Präsident des Landgerichts Saarbrücken

### Corme
- Cormeau, Christoph (1938–1996), deutscher Altgermanist
- Cormeau, Yvonne (1909–1997), britische Agentin der Special Operations Executive
- Cormega, US-amerikanischer Rapper
- Cormen, Thomas (* 1956), US-amerikanischer Informatiker
- Cormenzana, Ibón (* 1972), spanischer Filmproduzent, Drehbuchautor und Filmregisseur

### Cormi
- Cormier, Daniel (* 1979), US-amerikanischer RingerDaniel Cormier (* 1979)

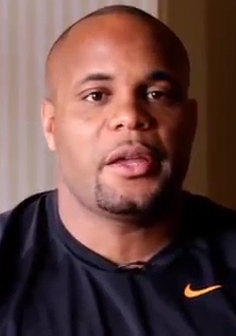
Daniel Cormier (* 1979)

- Cormier, Gordon (* 2009), kanadischer Schauspieler
- Cormier, Hyacinthe-Marie (1832–1916), französischer Ordenspriester, Generalmagister der Dominikaner
- Cormier, Patrice (* 1990), kanadischer Eishockeyspieler
- Cormier, Robert (1925–2000), US-amerikanischer Schriftsteller und Journalist
- Corminbœuf, Joël (* 1964), Schweizer Fussballtorhüter
- Corminboeuf, Pascal (* 1944), Schweizer Politiker

### Cormo
- Cormon, Fernand (1845–1924), französischer Maler
- Cormon, Pierre (* 1965), Schweizer Schriftsteller
- Cormont, Ethan (* 2000), französischer Stabhochspringer
- Cormontaigne, Louis de (1695–1752), französischer Architekt des Barock und Festungsbaumeister